# Memorandum Plan Dog
Le memorandum Plan Dog était un document pour le gouvernement américain en 1940 rédigé par le chef des opérations navales Harold Stark. Il a été qualifié de « l'un des documents les plus connus de la Seconde Guerre mondiale ». Abordant le problème d'une guerre sur deux fronts contre d'une part l'Allemagne et l'Italie en Europe et d'autre part le Japon dans le Pacifique, le mémo listait les principales options et suggérait de mener une guerre défensive dans le Pacifique tout en donnant la priorité stratégique à la défaite de l'Allemagne et de l'Italie. Ce mémo a jeté les bases de la politique américaine future à l'égard de l'Europe.

## Épilogue
Quelques semaines après l'attaque de Pearl Harbor, les États-Unis adoptèrent lors de la conférence d'Arcadia des positions issues du mémo sous la politique « l'Europe d'abord ». Bien que les États-Unis ne restassent pas totalement sur la défensive dans le Pacifique, l'Europe a reçu la priorité.
Le mémorandum a été déclassifié en février 1956.